# Champ lexical
Un champ lexical désigne un ensemble de noms, d'adjectifs et de verbes liés par leur sémantique, c'est-à-dire traitant d'un domaine commun.
Les champs lexicaux peuvent être à valeur dénotative ou à valeur connotative. « Dans un champ lexical, un sens est évoqué par plusieurs mots ». 
Virtuellement, le champ lexical n'est limité que par l'absence de corrélation sémantique (c'est-à-dire de sens) entre deux mots et plus précisément l'absence d'un terme « générique » commun aux différents éléments du champ lexical. Ainsi, le mot chirurgie n'a pas d'élément sémantique commun avec l'élément béton, alors que automobile, camion ou train ont en commun l'hypéronyme moyen de transport.

## Définition et utilisation
Laurel Brinton définit « champ sémantique » ou « domaine sémantique » et relie le concept linguistique à l'hyponymie :
« En relation avec le concept de l'hyponymie, c'est la notion de domaine sémantique. Un champ sémantique désigne un segment de réalité symbolisé par un ensemble de mots apparentés. Les mots dans un champ sémantique partagent une propriété sémantique commune ».
Dans l'ensemble, les mots dans un champ sémantique ne sont pas nécessairement synonymes, mais sont tous habitués à parler du même phénomène général. La synonymie a besoin du partage d'un sémème ou sème, mais le champ sémantique est une zone plus vaste. La signification d'un mot dépend en partie de sa relation avec d'autres mots dans la même zone conceptuelle. Les types de champs sémantiques varient d'une culture à l'autre et les anthropologues les utilisent pour étudier les systèmes de croyance et les raisonnements dans les groupes culturels.
Peter Andersen identifie l'utilisation traditionnelle de la théorie du « champ sémantique » comme suit :
« Traditionnellement, les champs sémantiques ont été utilisés pour comparer la structure lexicale de différentes langues et différents états de la même langue ».
Plus d'exemples :
Un champ lexical est l'ensemble des mots qui, dans un texte, se rapportent à une même notion.
un objet (table, crayon...)
un lieu (école, jardin..)
une activité (travail, sport...)
une perception (la vue, l'odorat...)
une sensation (chaleur, froid..)
un sentiment (joie, tristesse...) ou
une idée (tolérance, respect...)
un son (bruit, bruissement, timbre, voix, onde...)
Les mots d'un même champ lexical peuvent être des noms, des adjectifs qualificatifs ou des verbes.

## Histoire
La notion de « champ lexical » a été élaborée dans les années 1920-1930 par les néo-humboldtiens W. Porzig, J. Trier et L. Weisgerber.
L'origine de la théorie de la sémantique est la théorie du champ lexique introduite par Jost Trier dans les années 1930s bien que, selon John Lyons, il ait des racines historiques dans les idées de Wilhelm Von Humboldt et Johann Gottfried Herder. Dans les années soixante, Stephen Ullmann a vu les champs sémantiques se cristalliser et perpétuer les valeurs de la société. Pour John Lyons dans les années 1970, les mots liés appartenaient au même champ sémantique aux termes des années 1970 et le champ sémantique était simplement une catégorie lexicale qu’il a décrite comme un champ lexical. Lyons a souligné la distinction entre les champs sémantiques et les réseaux sémantiques. Dans les années 1980, Eva Kittay a développé une théorie de la métaphore sur un champ sémantique. Cette approche est basée sur l'idée que les éléments dans un champ sémantique ont des relations spécifiques avec d'autres éléments dans le même champ et qu'une métaphore fonctionne en réordonnant les relations d'un champ en les mappant aux relations existantes d'un autre champ. Sue Atkins et Charles J. Fillmore dans les années 1990 ont proposé une sémantique de trame comme alternative à la théorie du champ sémantique.

## Utilisation théorique
Les champs lexicaux permettent :
- Tout d'abord d'employer un vocabulaire plus varié lors de rédactions de textes.
- Ensuite, d'analyser des textes.

Par exemple, si on relève dans un texte le champ lexical de la liberté, on comprend que le texte est polémique et/ou argumentatif, et/ou autre…, et on comprend ce que l'auteur cherchait à nous faire comprendre.

## Réseaux analogiques
Quand on parle des champs lexicaux, les mots dans un champ lexical forment ce qu'on appelle un réseau analogique, en particulier les adjectifs. « Ces termes , fortement connotés, qui ont pris une extension de sens parfois considérables, compte tenu qu'ils peuvent essaimer dans un texte, sont en lien analogique avec un concept (thème) ».
Par exemple, le mot rouge, peut être dans le réseau analogique du thème de la mort violente quand il est avec couteau, main sanglante, cadavre et noir dans un roman policier. Mais ce même mot rouge, peut aussi être dans le réseau analogique du thème de la chaleur domestique quand il est avec flamme, feu, cheminée et âtre.
Donc, on peut utiliser le réseau analogique, pour analyser le champ lexical des textes littéraires, car il est un élargissement de la notion de champ lexical.
« On peut reconstituer les réseaux analogiques grâce aux repères suivants :
- la contiguïté (voisinage) des termes et les mariages surprenants des mots ;
- la présence de constructions irrégulières comme l'anacoluthe, le chiasme, l'hypallage (les figures de rhétorique) ;
- la place et le rôle de l'adjectif (primordial en poésie) ;
- en particulier, le lien possible produit par extension de sens, au moyen de l'évocation et de la suggestion synesthésique, avec le propos ou les thèmes »[1].

## Champs lexico-sémantiques
Les différences entre le champ lexical et le champ sémantique :
Un champ lexical a un signifié, mais on peut chercher les divers signifiants.
Un champ sémantique a un signifiant, mais on peut chercher plusieurs signifiés qui s'y rattachent.
Parce que le lexique et la sémantique sont indissolublement liés, « en fait, un champ sémantique est forcément lexical, et réciproquement ».
Donc, « certains lexicographes préfèrent parler de champs lexico-sémantiques ; cette désignation englobe des ordonnancements corrélatifs ou associatifs dont les processus demeurent toutefois différents ».

## Champ lexical graphique
La notion de champ lexical peut être étendue aux arts graphiques, comme la peinture, la photographie, le cinéma ou la bande dessinée. En effet, dans la composition, l'artiste choisit d'intégrer tel ou tel élément, et les éléments peuvent être liés entre eux par un élément commun. Le cas le plus évident est celui où les noms des objets appartiennent à un champ lexical au sens strict, mais cela fait aussi intervenir des éléments de composition, de mise en scène.
Par exemple, pour la photographie, le choix d'une vitesse d'obturation lente peut créer des traînées montrant le mouvement ; dans la disposition des objets et personnages, une diagonale partant du coin en haut à gauche et allant vers le coin en bas à droites évoque une descente (pour la lecture des écritures romaines, l'œil est exercé à balayer l'image de gauche à droite et de haut en bas). La disposition diagonale et la vitesse d'obturation lente peuvent donc être considérées comme faisant partie du même champ lexical, celui du mouvement, et peuvent être associées aux sujets et objets en eux-mêmes (véhicule, personnage en vêtements de sport…) ou au son accompagnant l'œuvre (bande-son d'un film, ambiance sonore d'une œuvre statique). Et en peinture cela peut se traduire par des mouvements amples.

## Quelques types des champs lexicaux
- Champ notionnel ou associatif - C'est la majorité des emplois faits en analyse littéraire des termes concurrents de champ lexical et champ sémantique. Il y a un mot-clé et les autres mots qui sont à la notion d'isotopie: mer, eau, bateau, matelot...
- Champ dérivationnel ou familles de mots - à partir d'un même étymon: chaîne, chaînon, chaînette, enchaîner...
- Champ générique - la même partie du discours, s'ordonnant par rapport à un même terme générique ou hyperonyme: chaise, fauteuil, selle, siège, tabouret[5]...